# Holland (Indiana)
Holland è un comune degli Stati Uniti d'America, situato nello Stato dell'Indiana, nella contea di Dubois.